# درو اسکات
اندرو آلفرد اسکات (به انگلیسی: Andrew Alfred Scott)(متولد ۲۸ آوریل ۱۹۷۸ ونکوور) بازیگر، مشاور املاک و پیمانکار کانادایی است. وی بخاطر حضور در مجموعه تلویزیونی «خانه های رویایی با برادران اسکات» شناخته شده‌است.